# Cinnyris whytei
El suimanga de Whyte (Cinnyris whytei) es una especie de ave paseriforme de la familia Nectariniidae propia del este de África.

## Taxonomía
En 1948 C.W. Benson describió al suimanga de Whyte como una subespecie del suimanga bicollar, C. afer whytei, a partir de ejemplares recolectados en las montañas de Nyassaland (Malawi). Su nombre conmemora a Alexander Whyte, la persona que recolectó los dos primeros especímenes en 1896. Después de que se reorganizara este confuso complejo de especies fue clasificado primero como una subespecie del suimanga angoleño (Cinnyris ludovicensis) y después como especie separada En el año 2000 se descubrió una nueva subespecie (C. w. skye) en el Arco montañoso Oriental de Tanzania.
Las dos especies que se reconocen son:
- C. w. whytei - se encuentra en Zambia y Malawi;
- C. w. skye - ocupa las montalas del Arco montañoso oriental de Tanzania.